# Aartsbisdom Sorocaba
Het aartsbisdom Sorocaba (Latijn: Archidioecesis Sorocabana; Portugees: Arquidiocese de Sorocaba) is een in Brazilië gelegen rooms-katholiek aartsbisdom met zetel in de stad Sorocaba in de staat São Paulo. De aartsbisschop van Sorocaba is metropoliet van de kerkprovincie Sorocaba waartoe ook de volgende suffragane bisdommen behoren:
- Bisdom Itapetininga
- Bisdom Itapeva
- Bisdom Jundiaí
- Bisdom Registro

## Geschiedenis
Op 4 juli 1924 richtte paus Pius XI, met de apostolische constitutie Ubi praesules, het bisdom Sorocaba op. Het gebied van het bisdom werd onttrokken aan de bisdommen Botucatu en Taubaté en het aartsbisdom São Paulo. Sorocaba werd met de bul Brasilienses fideles op 29 april 1992 tot aartsbisdom verheven. De volgende bisdommen werden in de daaropvolgende jaren afgesplitst: Itapeva (1968) en Itapetininga (1998).

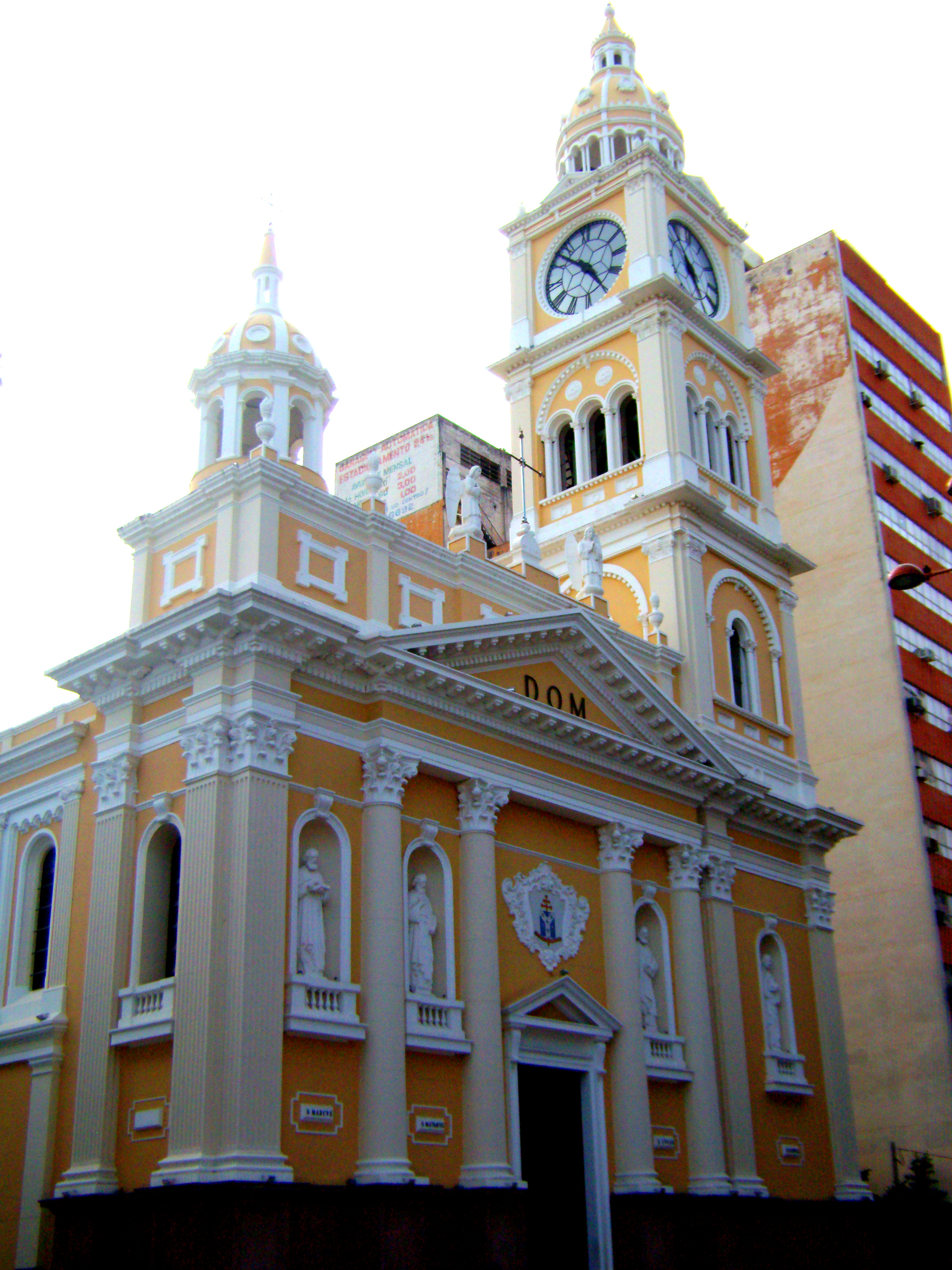
Kathedraal van Sorocaba
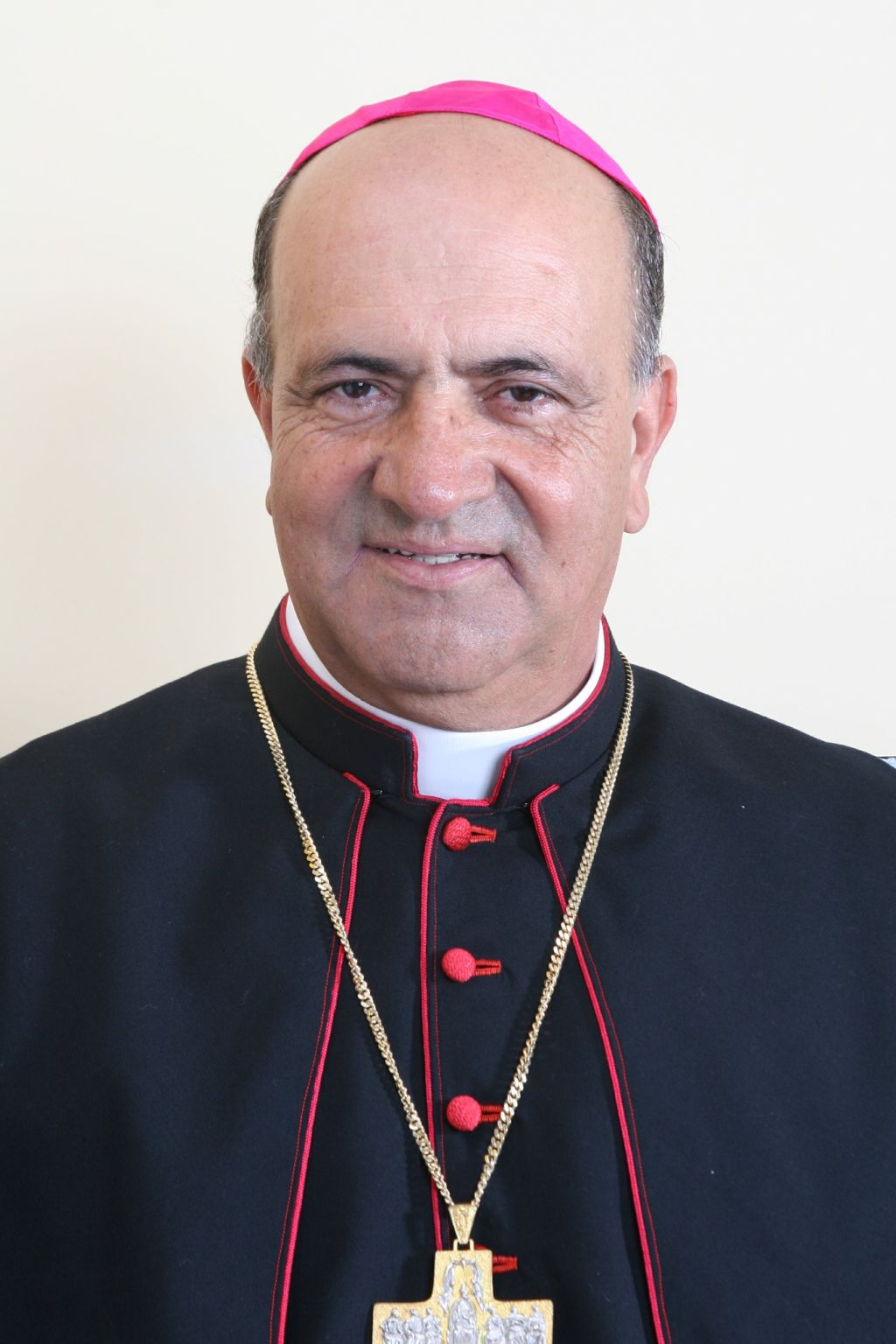
Aartsbisschop Eduardo de Sales Benes Rodrigues

## Bisschoppen van Sorocaba
- 1924-1973: José Carlos de Aguirre
- 1973-1981: José Campos Melhado
- 1981-1992: José Lambert Filho CSS (vanaf 1992 aartsbisschop)

### Aartsbisschoppen
- 1992-2005: José Lambert Filho CSS (tot 1992 bisschop)
- 2005-2016: Eduardo de Sales Benes Rodrigues
- sinds 2016: Júlio Endi Akamine SAC